# Leticia Calderón
Carmen Leticia Calderón León (Guaymas, 15. srpnja 1968.) meksička je glumica.

## Biografija

### Karijera
Leticia je davno izjavila kako joj je još u djetinjstvu željela postati glumicom. S trinaest godina prvi je put otišla na casting, međutim, nije dobila glavnu ulogu. Nakon toga, u želji da postane glumicom, odlazi studirati u Televisin obrazovni centar i već s četranest godina ostvarila je prvi televizijski debi pod nazivom „Amalia Batista“, u kojoj je odigrala odličnu ulogu. 
Nakon toga uslijedilo je još nekoliko uloga u telenovelama. Leticia je vrlo brzo postala mlada glumica koja iza sebe ima nekoliko uloga i puno iskustva, tako da su Leticiu počeli zamjećivati mnogi važni ljudi. Plijenila je pozornost muškaraca i žena diljem svijeta. 
Nastavljajući glumačku karijeru, vrhunac slave je doživjela telenovelom „Esmeralda“ 1997. godine, u ulozi istoimene djevojke. Ta uloga napravila ju je jednom od najvećih zvijezda meksičkih telenovela, a njezina se slava proširila po cijeloj Europi, naročito u istočno-europskim zemljama.   

### Privatni život
Te iste godine udala se i za Marca Lopeza, no dvije godine kasnije veza je pukla. Nakon toga Leticia je upoznala Juana Collada, za kojeg se po drugi put udala 2003. godine, i s kojim je dobila dva sina, Luciana i Carla. 

## Filmografija
| Godina        | Naslov                       | Uloga                                | Vrsta               |
| ------------- | ---------------------------- | ------------------------------------ | ------------------- |
| 2012.         | Prkosna ljubav               | Isadora González de Lazcano          | telenovela          |
| 2011.         | La fuerza del destino        | Alicia Villagómez                    | telenovela          |
| 2008. – 2009. | U ime ljubavi                | Carlota Espinoza de los Monteros     | telenovela          |
| 2008.         | Mujeres asesinas             | Sonia, Desalmada                     | televizijska serija |
| 2006. – 2007. | Hoy                          | Leticia Calderón (voditeljica)       | zabavna emisija     |
| 2007.         | Plaza Sésamo                 | Lety                                 | televizijska serija |
| 2006.         | Slomljeno srce               | Fernanda de Aragón (u mladim danima) | telenovela          |
| 2003.         | Istinska ljubav              | Jana De La Corcuera                  | telenovela          |
| 1999.         | Labirint strasti             | Julieta Valderrama                   | telenovela          |
| 1999.         | Cuento de Navidad            | Duh budućeg Božića                   | telenovela          |
| 1999.         | El diario de Daniela         | Lenore Monroy                        | telenovela          |
| 1998.         | Angelito mío                 | -                                    | film                |
| 1997.         | Esmeralda                    | Esmeralda Rosales-Peñarreal          | telenovela          |
| 1996.         | La antorcha encendida        | Teresa de Muñiz                      | telenovela          |
| 1994.         | Mujer, casos de la vida real | -                                    | televizijska serija |
| 1994.         | Prisionera de amor           | Consuelo                             | telenovela          |
| 1993.         | Entre la vida y la muerte    | Susana Trejos                        | telenovela          |
| 1992.         | Noches de ronda              | Rosita                               | telenovela          |
| 1991.         | Valeria y Maximiliano        | Valeria Landero                      | telenovela          |
| 1990.         | Hora Marcada                 | Lucía                                | televizijska serija |
| 1990.         | Yo compro esa mujer          | Ana Cristina                         | telenovela          |
| 1988.         | La casa al final de la calle | Teresa Altamirano Najera             | telenovela          |
| 1988.         | Monte Calvario               | Tere                                 | telenovela          |
| 1987.         | Tal como somos               | Meche                                | telenovela          |
| 1987.         | La indomable                 | María Fernanda                       | telenovela          |
| 1986.         | El camino secreto            | Alma                                 | telenovela          |
| 1985.         | Bianca Vidal                 | -                                    | telenovela          |
| 1984.         | Principessa                  | Vicky                                | telenovela          |
| 1983.         | Amalia Batista               | Leticia                              | telenovela          |
| 1983.         | Chispita                     | -                                    | telenovela          |
| 1982.         | El ángel caído               | Clara Robles del Castillo            | telenovela          |